# Ascia monuste
Ascia monuste là một loài bướm ngày thuộc họ Pieridae. Nó được tìm thấy ở Atlantic và Gulf Coast, Hoa Kỳ, về phía nam đến vùng nhiệt đới của châu Mỹ đến Argentina.
Sải cánh dài 63–86 mm. Con trưởng thành bay suốt năm ở miền nam Texas, bán đảo Florida và Gulf Coast.
Ấu trùng ăn Brassicaceae (bao gồm Cakile maritima, của cải trắng và bắp cải và các loài Lepidium) và các thực vật thuộc họ Capparidaceae gồm cả cây sen cạn.

## Phụ loài
- Ascia monuste monuste (southern USA to Surinam)
- Ascia monuste phileta
- Ascia monuste virginia (West Indies, St. Vincent)
- Ascia monuste eubotea (Cuba)
- Ascia monuste orseis (Brazil, Argentina)
- Ascia monuste suasa (Peru)
- Ascia monuste automate (Argentina)
- Ascia monuste raza (Baja California Sur)

## Hình ảnh

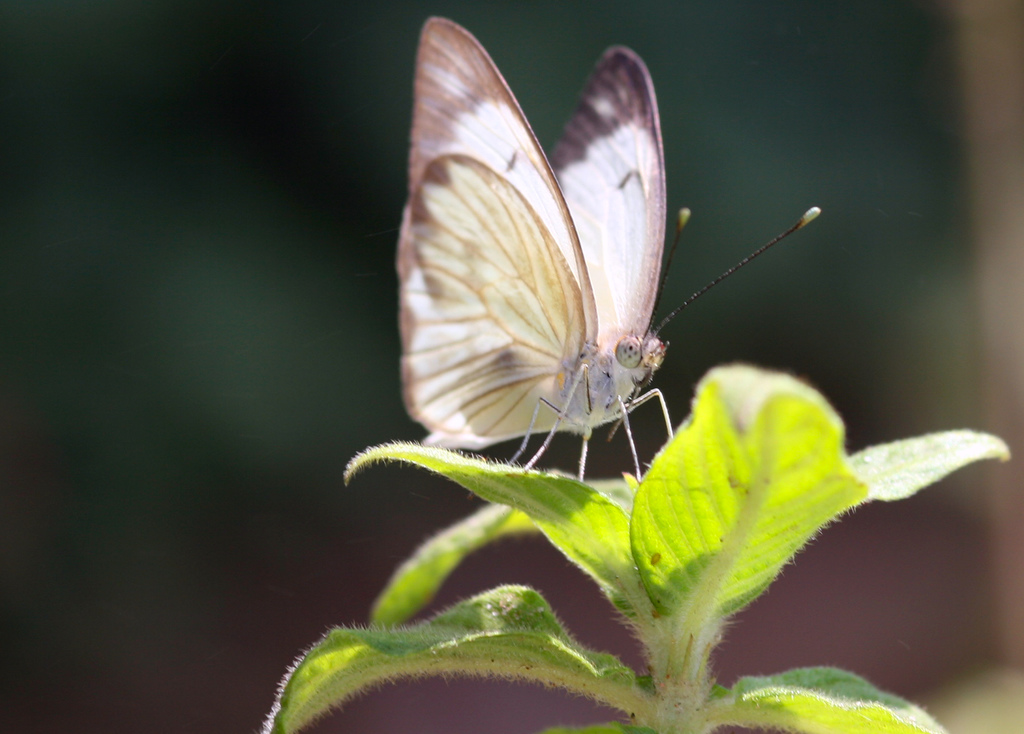
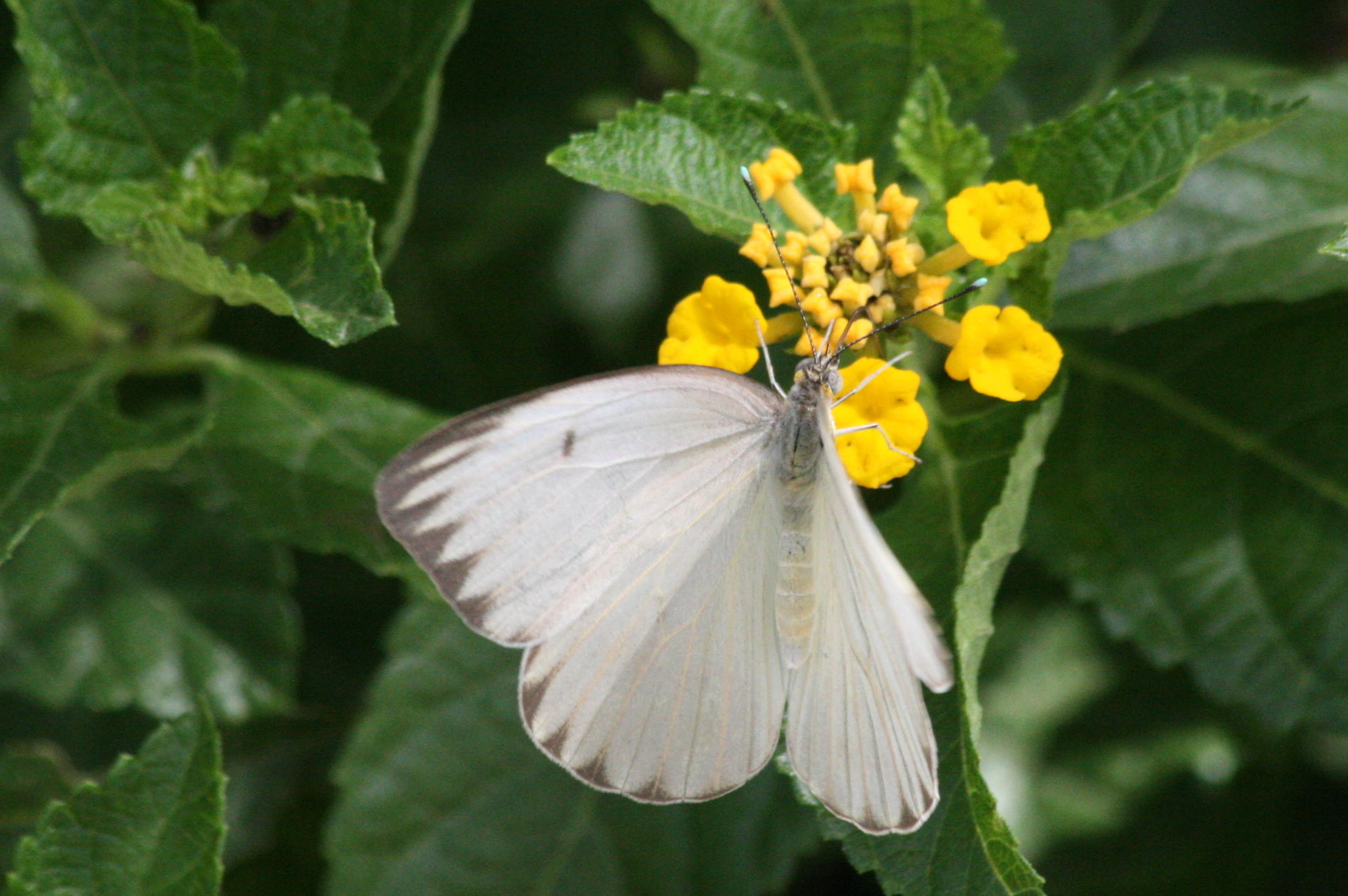
Ascia monuste